# カザフスタン時間
カザフスタンでは2024年3月より、単一のタイムゾーン(UTC+5)を採用している。
従来、カザフスタンでは2種類の標準時が使用されていたが、カザフスタンの貿易・統合省は2024年1月19日、2024年3月1日0時より単一タイムゾーンを導入し、従来の西部時間UTC+5に統一すると発表した。

## 2024年2月29日以前

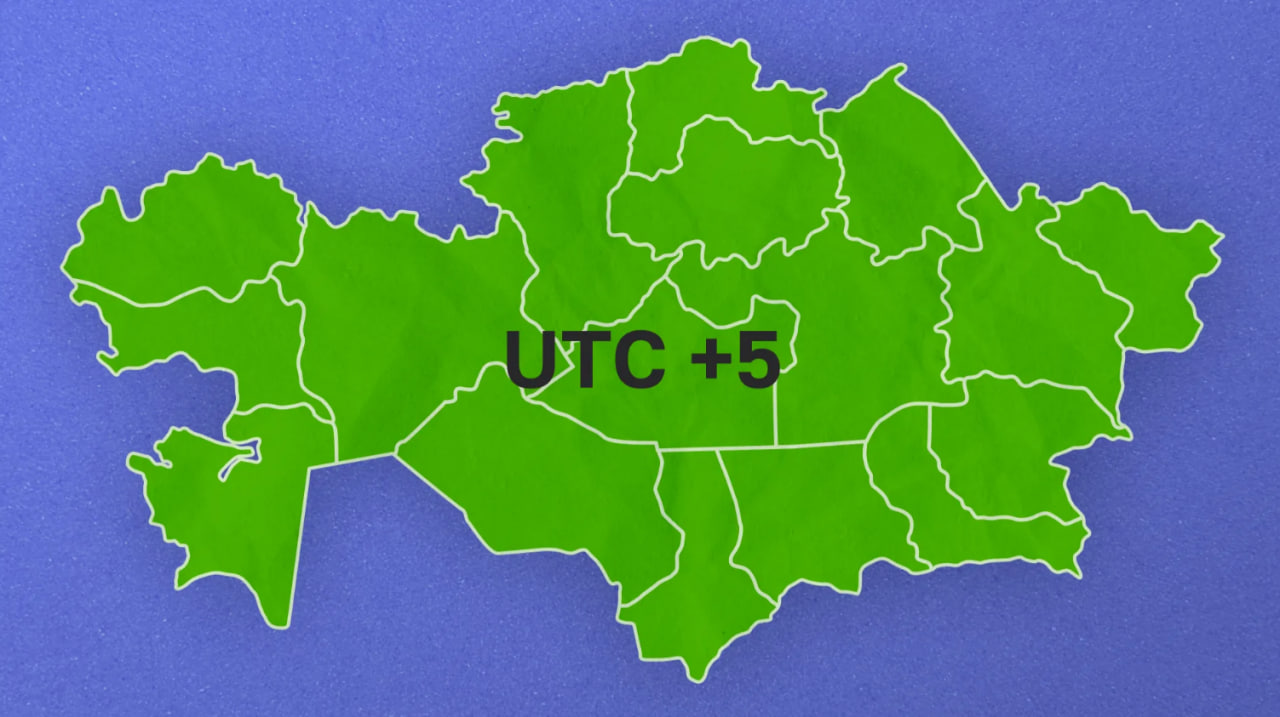
カザフスタンの標準時

カザフスタンの州

2024年2月29日まで、UTC+5とUTC+6の標準時が使用されていた。過去にはUTC+4、夏時間が使用されていたが2005年に廃止された。2023年の時点で地域ごとの標準時は以下のようになっていた。
- UTC+5（西部）
  - アクトベ州
  - アティラウ州
  - クズロルダ州
  - 西カザフスタン州
  - マンギスタウ州
  - バイコヌール
- UTC+6（東部）
  - アクモラ州
  - アルマトイ
  - アルマトイ州
  - カラガンダ州
  - 北カザフスタン州
  - コスタナイ州
  - シムケント
  - ジャンブール州
  - テュルキスタン州
  - アスタナ
  - パブロダール州
  - 東カザフスタン州

## IANA time zone database
IANA time zone databaseのzone.tabには、カザフスタンの標準時として以下の7つの時間帯が含まれている。
| 国コード | 座標        | TZ             | 注釈                       | 協定世界時との差 | 夏時間 | 備考 |
| -------- | ----------- | -------------- | -------------------------- | ---------------- | ------ | ---- |
| KZ       | +4315+07657 | Asia/Almaty    | カザフスタン（多くの地域） | +06:00           | +06:00 |      |
| KZ       | +4431+05016 | Asia/Aqtau     | マンギスタウ               | +05:00           | +05:00 |      |
| KZ       | +5017+05710 | Asia/Aqtobe    | アクトベ                   | +05:00           | +05:00 |      |
| KZ       | +4707+05156 | Asia/Atyrau    | アティラウ                 | +05:00           | +05:00 |      |
| KZ       | +5113+05121 | Asia/Oral      | 西カザフスタン             | +05:00           | +05:00 |      |
| KZ       | +5312+06337 | Asia/Qostanay  | コスタナイ                 | +06:00           | +06:00 |      |
| KZ       | +4448+06528 | Asia/Qyzylorda | クズロルダ                 | +05:00           | +05:00 |      |